# Varese Calcio 1974-1975
Questa voce raccoglie le informazioni riguardanti il Varese Calcio nelle competizioni ufficiali della stagione 1974-1975.

## Stagione
Nella stagione 1974-1975 il Varese disputa il campionato di Serie A, ottiene 17 punti e l'ultimo posto in classifica retrocedendo in Serie B, con il L.R. Vicenza a 21 punti e la Ternana penultima a 19 punti. Lo scudetto è stato vinto dalla Juventus con 43 punti davanti al Napoli con 41 punti.
Il Varese appena promosso dal campionato cadetto, chiude la stagione al sedicesimo e ultimo posto in classifica, con 17 punti (7 dei quali nel girone di ritorno), frutto di tre vittorie (tutte in casa), 11 pareggi e 16 sconfitte, 19 gol fatti (5 dei quali in trasferta) e 42 subiti (almeno uno per ogni trasferta). Con 6 reti realizzate il miglior marcatore varesino stagionale è stato Giacomo Libera di cui 2 in campionato e 4 in Coppa Italia, in campionato il miglior marcatore è stato Giannantonio Sperotto con 5 centri.
In Coppa Italia la squadra ha ottenuto due vittorie e un pareggio nelle quattro gare del Girone 3 eliminatorio, ma non è bastato per superare il turno.

## Organigramma societario
Area direttiva
- Presidente: Guido Borghi
- Direttore sportivo: Riccardo Sogliano
- Segretario: E. Broggi

Area tecnica
- Allenatore: Pietro Maroso

Area sanitaria
- Medico sociale: Dott. E. Arcelli, L. Frattini
- Massaggiatore: Luciano Lucchina

## Rosa
| N. |                   | Ruolo | Calciatore                 |
| -- | ----------------- | ----- | -------------------------- |
|    | Italia (bandiera) | P     | Leopoldo Fabris            |
|    | Italia (bandiera) | P     | Carlo Della Corna          |
|    | Italia (bandiera) | P     | Maurizio Turchetto         |
|    | Italia (bandiera) | D     | Ambrogio Borghi (capitano) |
|    | Italia (bandiera) | D     | Giorgio Valmassoi          |
|    | Italia (bandiera) | D     | Giulio Zignoli             |
|    | Italia (bandiera) | D     | Enrico Lanzi               |
|    | Italia (bandiera) | D     | Paolo Dal Fiume            |
|    | Italia (bandiera) | D     | Bruno Mayer                |
|    | Italia (bandiera) | D     | Giacomo Chinellato         |
|    | Italia (bandiera) | D     | Antonio Perego             |
|    | Italia (bandiera) | C     | Gianpiero Marini           |

| N. |                   | Ruolo | Calciatore            |
| -- | ----------------- | ----- | --------------------- |
|    | Italia (bandiera) | C     | Enrico Prato          |
|    | Italia (bandiera) | C     | Walter De Vecchi      |
|    | Italia (bandiera) | C     | Stefano Trevisanello  |
|    | Italia (bandiera) | A     | Patrizio Bonafè       |
|    | Italia (bandiera) | A     | Nicola Fusaro         |
|    | Italia (bandiera) | A     | Giacomo Libera        |
|    | Italia (bandiera) | A     | Carlo Tresoldi        |
|    | Italia (bandiera) | A     | Ernestino Ramella     |
|    | Italia (bandiera) | A     | Domenico Maggiora     |
|    | Italia (bandiera) | A     | Giannantonio Sperotto |
|    | Italia (bandiera) | A     | Sergio Ferretti       |
|    | Italia (bandiera) | A     | Francesco Buglio      |

## Risultati

### Serie A

#### Girone di andata
| Arbitro: | Gonella (Torino) |

|                         |           |  |
| Libera 32’ Sperotto 83’ | Marcatori |  |

| Arbitro: | Trinchieri (Reggio Emilia) |

|             |           |  |
| Mircoli 84’ | Marcatori |  |

| Varese 20 ottobre 1974 3ª giornata | Varese               | 0 – 0 | Juventus | Stadio Franco Ossola\| Arbitro: \| Barbaresco (Cormons) \| |
| Arbitro:                           | Barbaresco (Cormons) |       |          |                                                            |

| Arbitro: | Ciacci (Firenze) |

|               |           |            |
| Novellini 47’ | Marcatori | 82’ Bonafè |

| Varese 3 novembre 1974 5ª giornata | Varese                       | 0 – 0 | Roma | Stadio Franco Ossola\| Arbitro: \| Agnolin (Bassano del Grappa) \| |
| Arbitro:                           | Agnolin (Bassano del Grappa) |       |      |                                                                    |

| Arbitro: | Trono (Torino) |

|                          |           |  |
| Garritano 41’ Traini 86’ | Marcatori |  |

| Arbitro: | Benedetti (Roma) |

|                           |           |  |
| Antognoni 15’ Casarsa 33’ | Marcatori |  |

| Arbitro: | Schena (Foggia) |

|                  |           |                       |
| Prato 19’ (rig.) | Marcatori | 13’ (rig.) Bertarelli |

| Arbitro: | Panzino (Catanzaro) |

|                                |           |             |
| Sperotto 17’ Tresoldi 21’, 54’ | Marcatori | 80’ Zandoli |

| Arbitro: | Menicucci (Firenze) |

|                  |           |               |
| Mayer 76’ (aut.) | Marcatori | 51’ Valmassoi |

| Arbitro: | Barbaresco (Cormons) |

|  |           |                  |
|  | Marcatori | 18’ Garlaschelli |

| Arbitro: | Vannucchi (Bologna) |

|                                             |           |            |
| Zaccarelli 9’ F. Graziani 30’ P. Pulici 49’ | Marcatori | 29’ Borghi |

| Arbitro: | Levrero (Genova) |

|                                      |           |  |
| Rivera 5’ Benetti 13’, 52’ Bigon 37’ | Marcatori |  |

| Arbitro: | Barboni (Firenze) |

|              |           |             |
| Sperotto 38’ | Marcatori | 80’ Sormani |

| Arbitro: | Lenardon (Siena) |

|                                     |           |  |
| Esposito 2’ Braglia 44’ Clerici 77’ | Marcatori |  |

#### Girone di ritorno
| Arbitro: | Gialluisi (Barletta) |

|            |           |  |
| Cesati 34’ | Marcatori |  |

| Arbitro: | Reggiani (Bologna) |

|                                                     |           |  |
| Sperotto 7’ Prato 13’ (rig.) Borghi 58’ Ramella 75’ | Marcatori |  |

| Arbitro: | Panzino (Catanzaro) |

|                                                   |           |  |
| Damiani 29’ (rig.) Anastasi 75’ Borghi 83’ (aut.) | Marcatori |  |

| Arbitro: | Gonella (Torino) |

|  |           |             |
|  | Marcatori | 15’ L. Riva |

| Arbitro: | Prati (Parma) |

|           |           |  |
| Prati 62’ | Marcatori |  |

| Arbitro: | R. Lattanzi (Roma) |

|              |           |            |
| Maggiora 62’ | Marcatori | 82’ Gritti |

| Arbitro: | Reggiani (Bologna) |

|                     |           |             |
| Galdiolo 49’ (aut.) | Marcatori | 15’ Casarsa |

| Arbitro: | Menegali (Roma) |

|                |           |             |
| Bertarelli 20’ | Marcatori | 8’ Tresoldi |

| Arbitro: | Menicucci (Firenze) |

|                         |           |  |
| Silva 62’ Campanini 70’ | Marcatori |  |

| Arbitro: | Schena (Foggia) |

|            |           |                                                              |
| Libera 78’ | Marcatori | 8’ (aut.) Dal Fiume 77’ Bulgarelli 82’ Cresci 87’ F. Landini |

| Arbitro: | Barboni (Firenze) |

|                                         |           |  |
| Chinaglia 35’ (rig.) Zignoli 88’ (aut.) | Marcatori |  |

| Varese 27 aprile 1975 27ª giornata | Varese               | 0 – 0 | Torino | Stadio Franco Ossola\| Arbitro: \| Barbaresco (Cormons) \| |
| Arbitro:                           | Barbaresco (Cormons) |       |        |                                                            |

| Arbitro: | Terpin (Trieste) |

|  |           |              |
|  | Marcatori | 35’ Chiarugi |

| Arbitro: | Benedetti (Roma) |

|                   |           |              |
| Vitali 70’ (rig.) | Marcatori | 63’ Sperotto |

| Arbitro: | R. Lattanzi (Roma) |

|  |           |                |
|  | Marcatori | 34’, 70’ Massa |

### Coppa Italia

#### Girone 3
| Arbitro: | Prati (Parma) |

|                                          |           |  |
| Anastasi 7’ Damiani 39’, 57’ Bettega 59’ | Marcatori |  |

| Taranto 1º settembre 1974 2ª giornata | Taranto         | 0 – 0 | Varese | Stadio Salinella\| Arbitro: \| Artico (Padova) \| |
| Arbitro:                              | Artico (Padova) |       |        |                                                   |

| 8 settembre 1974 3ª giornata |  | – Turno di riposo VARESE |  |  |

| Arbitro: | Mattei (Macerata) |

|                 |           |             |
| Libera 48’, 75’ | Marcatori | 26’ Ferrari |

| Arbitro: | Ambrosio (Napoli) |

|                |           |  |
| Libera 1’, 25’ | Marcatori |  |

## Statistiche

### Statistiche di squadra
| Competizione | Punti | In casa | In casa | In casa | In casa | In casa | In casa | In trasferta | In trasferta | In trasferta | In trasferta | In trasferta | In trasferta | Totale | Totale | Totale | Totale | Totale | Totale | DR  |
| Competizione | Punti | G       | V       | N       | P       | Gf      | Gs      | G            | V            | N            | P            | Gf           | Gs           | G      | V      | N      | P      | Gf     | Gs     | DR  |
| ------------ | ----- | ------- | ------- | ------- | ------- | ------- | ------- | ------------ | ------------ | ------------ | ------------ | ------------ | ------------ | ------ | ------ | ------ | ------ | ------ | ------ | --- |
| Serie A      | 17    | 15      | 3       | 7       | 5       | 14      | 15      | 15           | 0            | 4            | 11           | 5            | 27           | 30     | 3      | 11     | 16     | 19     | 42     | -23 |
| Coppa Italia |       | 2       | 2       | 0       | 0       | 4       | 1       | 2            | 0            | 1            | 1            | 0            | 4            | 4      | 2      | 1      | 1      | 4      | 5      | -1  |
| Totale       |       | 17      | 5       | 7       | 5       | 18      | 16      | 15           | 0            | 5            | 12           | 5            | 31           | 34     | 5      | 12     | 17     | 23     | 47     | -24 |

### Statistiche dei giocatori
| Giocatore       | Serie A  | Serie A | Serie A     | Serie A    | Coppa Italia | Coppa Italia | Coppa Italia | Coppa Italia | Totale   | Totale | Totale      | Totale     |
| Giocatore       | Presenze | Reti    | Ammonizioni | Espulsioni | Presenze     | Reti         | Ammonizioni  | Espulsioni   | Presenze | Reti   | Ammonizioni | Espulsioni |
| --------------- | -------- | ------- | ----------- | ---------- | ------------ | ------------ | ------------ | ------------ | -------- | ------ | ----------- | ---------- |
| P. Bonafè       | 30       | 1       | ?           | ?          | ?            | ?            | ?            | ?            | 30+      | 1+     | ?           | ?          |
| A. Borghi       | 28       | 2       | ?           | ?          | ?            | ?            | ?            | ?            | 28+      | 2+     | ?           | ?          |
| Buglio          | 1        | 0       | ?           | ?          | ?            | ?            | ?            | ?            | 1+       | 0+     | ?           | ?          |
| G. Chinellato   | 7        | 0       | ?           | ?          | ?            | ?            | ?            | ?            | 7+       | 0+     | ?           | ?          |
| P. Dal Fiume    | 9        | 0       | ?           | ?          | ?            | ?            | ?            | ?            | 9+       | 0+     | ?           | ?          |
| C. Della Corna  | 3        | ?       | ?           | ?          | ?            | ?            | ?            | ?            | 3+       | ?      | ?           | ?          |
| W. De Vecchi    | 9        | 0       | ?           | ?          | ?            | ?            | ?            | ?            | 9+       | 0+     | ?           | ?          |
| L. Fabris       | 28       | 0       | ?           | ?          | ?            | ?            | ?            | ?            | 28+      | 0+     | ?           | ?          |
| S. Ferretti     | 1        | 0       | ?           | ?          | ?            | ?            | ?            | ?            | 1+       | 0+     | ?           | ?          |
| N. Fusaro       | 22       | 0       | ?           | ?          | ?            | ?            | ?            | ?            | 22+      | 0+     | ?           | ?          |
| E. Lanzi        | 16       | 0       | ?           | ?          | ?            | ?            | ?            | ?            | 16+      | 0+     | ?           | ?          |
| G. Libera       | 15       | 2       | ?           | ?          | ?            | ?            | ?            | ?            | 15+      | 2+     | ?           | ?          |
| D. Maggiora     | 15       | 1       | ?           | ?          | ?            | ?            | ?            | ?            | 15+      | 1+     | ?           | ?          |
| B. Mayer        | 8        | 0       | ?           | ?          | ?            | ?            | ?            | ?            | 8+       | 0+     | ?           | ?          |
| G. Marini       | 28       | 0       | ?           | ?          | ?            | ?            | ?            | ?            | 28+      | 0+     | ?           | ?          |
| A. Perego       | 3        | 0       | ?           | ?          | ?            | ?            | ?            | ?            | 3+       | 0+     | ?           | ?          |
| E. Prato        | 19       | 2       | ?           | ?          | ?            | ?            | ?            | ?            | 19+      | 2+     | ?           | ?          |
| E. Ramella      | 12       | 1       | ?           | ?          | ?            | ?            | ?            | ?            | 12+      | 1+     | ?           | ?          |
| G. Sperotto     | 26       | 5       | ?           | ?          | ?            | ?            | ?            | ?            | 26+      | 5+     | ?           | ?          |
| C. Tresoldi     | 20       | 3       | ?           | ?          | ?            | ?            | ?            | ?            | 20+      | 3+     | ?           | ?          |
| S. Trevisanello | 5        | 0       | ?           | ?          | ?            | ?            | ?            | ?            | 5+       | 0+     | ?           | ?          |
| M. Turchetto    | 1        | ?       | ?           | ?          | ?            | ?            | ?            | ?            | 1+       | ?      | ?           | ?          |
| G. Valmassoi    | 27       | 1       | ?           | ?          | ?            | ?            | ?            | ?            | 27+      | 1+     | ?           | ?          |
| G. Zignoli      | 24       | 0       | ?           | ?          | ?            | ?            | ?            | ?            | 24+      | 0+     | ?           | ?          |